# Helmut Breymann

Helmut Breymann

Helmut Breymann (* 9. Februar 1911 in Triest, damals zu Österreich-Ungarn gehörend; † 27. Juli 1944 bei Narwa (gefallen)) war Reichstagsabgeordneter der NSDAP.

## Leben
Helmut Breymann besuchte von 1918 bis 1922 die Volksschule in Aurolzmünster in Oberösterreich und in Sankt Michael in der Steiermark, dann bis 1930 das Realgymnasium in Oberschützen im Burgenland. Nach der Reifeprüfung 1930 studierte er drei Semester Jura.
Während seiner Schulzeit war Breymann Mitbegründer einer später verbotenen nationalen Mittelschul-Verbindung. Zum 22. April 1931 trat er der NSDAP (Mitgliedsnummer 511.358) und zum 31. Oktober desselben Jahres auch der SA bei, in der er 1933 den Rang eines SA-Sturmbannführers und am 30. Januar 1934 den eines SA-Standartenführers erreichte. Bis 1934 bekleidete er verschiedene Parteifunktionen auf örtlicher und regionaler Ebene in der Partei und der SA. Seit 1930 arbeitete er als Gemeindeamtmann, wurde jedoch 1932 wegen seiner politischen Betätigung entlassen; in der Folgezeit war er teils arbeitslos, teils als Hilfsarbeiter tätig. Am 19. Juni 1933 wurde er zeitgleich mit dem Verbot der NSDAP in Österreich verhaftet. Im August 1933 gelang Breymann die Flucht, von März 1934 bis März 1935 war er erneut in Haft und wurde im Anhaltelager Messendorf, im Anhaltelager Wöllersdorf sowie beim Kreisgericht in Wiener Neustadt festgehalten. Von Mai 1935 bis September 1936 war Breymann stellvertretender Gauleiter und Gauorganisationsleiter der illegalen NSDAP für den Gau Burgenland. Im August 1935 trat er in die SS (Mitgliedsnummer 292.791) ein und leitete den SS-Sturmbann Burgenland. Ab 1937 wurde Breymann wegen Hochverrat und wegen eines Fememordes an einem ehemaligen Parteifreund erneut von den österreichischen Behörden gesucht.
Nach dem sogenannten „Anschluss“ Österreichs an das Deutsche Reich im März 1938 war Breymann vorübergehend Sicherheitsdirektor in Eisenstadt und staatlicher Aufsichtskommissär der Kurbad AG in Bad Tatzmannsdorf. Am 10. April 1938 erhielt Breymann ein Mandat im deutschen Reichstag. Am 12. März 1938 zum SS-Sturmbannführer befördert, war er vorübergehend Führer beim Stab des SS-Abschnitts XXXV in Graz und dann vom 1. November 1938 bis zum 9. Januar 1944 hauptamtlicher Führer der 11. SS-Standarte in Wien.
Am 3. Oktober 1939 trat Breymann in das Ersatzbataillon des SS-Regiments „Der Führer“ der SS-Verfügungstruppe ein. Aus der SS-Verfügungstruppe entstand 1940 die Waffen-SS; am 1. August 1940 wurde Breymann zum SS-Untersturmführer der Reserve in der Waffen-SS befördert. Vom 10. April bis zum 9. November 1941 war er Reserveführer in der SS-Freiwilligen-Standarte „Nordwest“. Aus dieser Einheit entstand unter anderem die Flämische Legion, zu der Breymann ab 9. November 1941 im Rang eines Obersturmführers der Waffen-SS zählte. In der Allgemeinen SS wurde er am 20. April 1943 zum SS-Obersturmbannführer befördert, in der Waffen-SS am 20. April 1944 zum SS-Sturmbannführer der Reserve. Zuletzt war Breymann Kommandeur des II. Bataillons des 48. Regiments der 4. SS-Freiwilligen-Panzergrenadier-Brigade „Nederland“; er starb bei den Kämpfen um den Brückenkopf von Narva.
Breymann galt bis Kriegsende als verschollen, entsprechend wurde sein Reichstagsmandat nicht neu besetzt. Über seinen Kriegstod gab es erst später Klarheit; das Landgericht Wien erklärte ihn am 13. Oktober 1949 für tot.